# Mislilac (kip)
Mislilac (fra. Le Penseur) je skulptura od bronce i mramora, djelo jednog od najznačajnijih francuskih skulptora Augusta Rodina. Skulptura je prvi put izlivena 1902. godine i danas se nalazi u muzeju Rodin u Parizu, a postoji još dvadesetak originalih odljevaka. 
Rodin je dobio narudžbu od Muzeja dekorativnih umjetnosti u Parizu da izradi monumentalni ulaz u muzej. Poznata pod nazivom Vrata pakla predstavljaju jedno od najpoznatijih Rodinovih djela. Vrata pakla nadahnuta su Danteovim Paklom. Rodin nikada nije završio Vrata pakla ali su mu ona poslužila kao ishodište za veliki broj manjih komada od kojih je napravio samostalna djela, među najpoznatijim su Mislilac i Poljubac.
Mislilac je prvobitno zamišljen kao poet koji gleda na Vrata pakla. U međuvremenu umjetnik je izveo skulpturu samostalno za Pariški salon 1904. godine i u kratkom vremenu skulptura je počela dobivati kultni status koji uživa i danas. Skulptura predstavlja nagog muškarca koji zamišljen sjedi s rukom na bradi i često se koristi za predstavljanje filozofije.

## Vanjske poveznice
- Musee Rodin, Pariz
- Rodin Museum, Philadelphia
- Auguste Rodin The Gates of Hell